# Лоренцо ди Пиерфранческо де Медичи
Вижте пояснителната страница за други личности с името Лоренцо де Медичи.
Лорèнцо ди Пиерфранчèско де Мèдичи, наречен от 1494 г. Лоренцо ил Пополàно (на италиански: Lorenzo di Pierfrancesco de’ Medici, Lorenzo il Popolano; * 4 август 1463, Флоренция, Флорентинска република; † 20 май 1503, пак там), е флорентински аристократ, банкер, дипломат, политически деятел на Флорентинската република, меценат, член на по-младата линия на Медичите – Пополано.

## Произход
Той е първороден син на Пиерфранческо де Медичи Стари (1415 или 1430 – 1476), банкер и политик, и на съпругата му Лаудомия ди Аньоло Ачайоли (? – 1482). Негови баба и дядо по бащина линия са Лоренцо Стари, банкер, и Джиневра дей Кавалканти, а по майчина – флорентинският дипломат и политик Аньоло Ачайоли и Сарачина Джакомини-Тебалдучи. Има един по-малък брат Джовани ил Пополано (1467 – 1498), политик, меценат, съпруг от 1497 г. на Катерина Сфорца, господарка на Имола и графиня на Форли.

## Биография

### Начални години
Малко преди смъртта си баща му нарежда в завещание братята Лоренцо Великолепни и Джулиано де Медичи от старата линия на Медичите – Кафаджоло да поемат опекунството над малолетните му синове. Останал сирак от баща си само на 13-годишна възраст през 1476 г., Лоренцо с брат си Джовани минава под опеката на братовчед си Лоренцо Великолепни, 14 години по-възрастен и по онова време господар на Флоренция. Лоренцо отглежда двамата братя заедно с децата си и им осигурява културно образование, с учители с голям престиж като поета Налдо Налди, философа Марсилио Фичино и писателя Анджело Полициано. През този период Марсилио Фичино изпраща няколко писма на младия Лоренцо, апелирайки към него като Laurentius minor, където той дава ценни съвети, етични предупреждения и други формиращи принципи, докато Полициано му дава няколко книги и му посвещава някои от произведенията си.
Лоренцо се занимава с поезия, пише някои композиции на простонароден език, меценат е на художници и литератори, както и ефективен бизнесмен, участващ в семейния банков бизнес и в други търговски дела. Записването му в гилдията „Изкуства на обмяната“ (Arti del Cambio) през 1480 г. и в тази на Калимала през 1485 г. става заедно с брат му Джовани, докато само той е записан в „Изкуството на коприната“ през 1497 г. На 17 години той вече е член на Балия (извънредната магистратура), а през 1483 г. е изпратен като посланик във Франция, където присъства на коронацията на Шарл VIII.

### Меценат на Сандро Ботичели
Във Флоренция Лоренцо живее в няколко къщи на улица Ларга, в непосредствена близост до Палацо Медичи, където съхранява колекцията си от редки книги и ценни картини, сред които произведенията на Сандро Ботичели „Пролет“ (La Primavera) – от около 1477 – 1478 г. и „Палада и кентавърът“ от 1482 – 1483 г., описани в описите от 1498, 1503 и 1516 г. В „Пролет“ Лоренцо може би е представен като Меркурий, докато съпругата му Семирамида Д'Апиано д'Арагона, дъщеря на Якопо III, владетел на Пиомбино, е изобразена като централната Грация, която гледа към него и към която Ерос се кани да изстреля стрелата на любовта; според други учени изобразените са Джулиано де Медичи, който е убит в Заговора на Паци през 1478 г., и неговата любима Симонета Веспучи. Тази втора хипотеза е по-вероятна, тъй като творбата е създадена от Ботичели, когато Лоренцо е едва на 15 години: тъй като е малко вероятно той да се е оженил толкова преждевременно, по-вероятно е лицето, изобразено като Меркурий, да е братовчед му Джулиано, починал същата година.
Палада и кентавърът, от друга страна, изглежда е поръчана по случай сватбата на Лоренцо през 1482 ф. със Семирамида или за сватбата на брат му Джовани с Луиза де Медичи, дъщеря на Лоренцо Великолепни, която обаче умира внезапно преди датата на сватбата. Някои тълкувания на произведението виждат в него съвет, продиктуван от Великолепни, за да смекчат, чрез техните съпруги, бурния характер на Лоренцо и на брат му Джовани.
Лоренцо поръчва на Ботичели да направи 100 рисунки върху пергамент, предназначени да илюстрират коментар на Кристофоро Ландино към Божествена комедия на Данте Алигиери. Днес от тях са останали 92, разпределени между Ватиканската апостолическа библиотека и Гравюрния кабинет в Берлин. Също така принадлежащи на Лоренцо са Вила дел Требио, завещана от Джовани ди Бичи на неговия дядо Лоренцо Стари (брат на Козимо Стари), и Вила ди Кастело, закупена през 1477 г. по указание на Лоренцо Великолепни.

### Конфликт с Лоренцо Великолепни
През май-септември 1478 г. Лоренцо Великолепни, без да информира Лоренцо и Джовани, тегли от наследството, оставено му от баща им, сумата от 53 643 флорина, за да спаси от фалит клона на банката на Медичите в Рим, който е провокиран от Заговора на Паци. Лоренцо приема постъпката на братовчед си негативно, но тъй като е под негово попечителство, не изразява открито оплаквания. На следващата година той дори приютява семейството на Лоренцо Великолепни в своята вила в Требио, което е избягало от чумата във Флоренция.
На 1 октомври 1484 г. Лоренцо обаче е изключен от Съвета на стоте, тъй като поради действията на опекуна с финансите му се оказва неспособен да плати данъка, който осигурява правото да избира и да бъде избиран в колегия от дванадесет консули. Навършвайки пълнолетие, той и брат му поискват наследството си от Лоренцо Великолепни. Последният е принуден да се подчини на арбитраж и на 22 ноември 1485 г. като компенсация да прехвърли на братовчедите си вилата Кафаджоло и семейните притежания в Муджело в размер на 30 хил. дуката. И двете страни не са доволни от решението. Лоренцо е възмутен, че му е удържана 1/3 от загубите на банковия клон на Медичите в Лондон и някои други разходи, като казва, че покойният му баща не би участвал в тези трансакции. Мирът обаче с основния клон на фамилията изглежда възстановен, поне до смъртта на Лоренцо Великолепни на 8 април 1492 г.

### Второ изгонване на Медичите
След смъртта на Лоренцо Великолепни през 1492 г. Лоренцо застава срещу сина му Пиеро II Злочестия, ставайки един от най-важните представители на партията срещу управлението на Медичите в града. През април 1494 г. във Вила Кафаджоло той и брат му Джовани се срещат с пратеника на френския крал Шарл VIII, противник на Пиеро Злочестия. По заповед на Пиеро братята са арестувани и хвърлени в затвора в Двореца на Синьорията. По време на разпита те потвърждават, че са васали на френския крал. Лоренцо и Джовани са осъдени на доживотен затвор и конфискация на имуществото. Въпреки това, не искайки да влошава отношенията с Париж, Флоренция заменя присъдата с изпращане на двамата братя в имението в Муджело. През май 1494 г. те са изведени извън града във Вила Кастело. Когато през октомври 1494 г. крал Шарл VIII влиза в Миланското херцогство, Лоренцо и Джовани се присъединяват към него и се завръщат с него във Флоренция през ноември същата година. Пиеро Злочестият бяга. Лоренцо е избран в Съвета на двадесетте „свързвачи“, които имат задачата да реформират административната система (минималната възрастова граница от 40 години е намалена, за да позволи назначаването му). Фигурата му придобива такава известност, че той е смятан от мнозина за наследник на културното първенство на Лоренцо Великолепни.
За да подчертаят своята привързаност към републиканското управление на Савонарола и за да се дистанцират от по-стария клон на Дом Медичи, той и брат му Джовани приемат псевдонима Пополано, което означава „народен“ на италиански.

### Банкер и политик
През 1480 г. Лоренцо се присъединява към Гилдията на обменячите на пари. През 1485 г. – към Гилдията на търговците на суровини. През 1497 г. – към Гилдията на търговците на продукти. През 1488 г. заедно с брат си Джовани открива банкерска къща. В услуга на братята е Америго Веспучи. През 1491 г. Лоренцо го назначава да отговаря за клона на Банката на Медичите в Севиля. Оттук Веспучи решава да отиде в Новия свят. Запазени са три писма на пътешественика до работодателя, които са написани от него по време на неговите експедиции. Трактатът „Нови свят“ (на лат. Mundus novus), публикуван през 1504 г. от Веспучи, е посветен на Лоренцо де Медичи.
По време на управлението на Лоренцо Великолепни Лоренцо не взема активно участие във вътрешната политика на Флорентинската република. Вместо държавни постове братовчед му му поверява дипломатически задачи. През 1483 г. той изпраща Лоренцо начело на флорентинска делегация в Париж за коронацията на Шарл VIII. През 1478 г. заедно с него Лоренцо приема във Флоренция пратеника на френския крал Филип дьо Комин. През 1488 г. Лоренцо посреща във вилата си Кастело Франческето Чибо, извънбрачен син на папа Инокентий VIII. През 1494 г. той основава манифактура за производство на керамика, която след това се мести в Кафаджоло.
След изгонването на Пиеро Злочести от Флоренция Лоренцо и Бернардо Ручелай стават лидери на една от двете фракции в града. Друга фракция е водена от Пиеро Капони и Франческо Валори. През март 1495 г., начело на флорентинската делегация в Неапол, Лоренцо поздравява крал Шарл VIII за придобиването на Кралство Неапол и иска Пиза и редица селища от Луниджана, окупирани от френския крал по време на конфликта с Пиеро Злочести, да бъдат върнати на Флоренция. През декември същата година в Пистоя Лоренцо ил Пополано приема пратениците на френския крал. През 1498 г. в Лион той поздравява от името на Флоренция крал Луи XII за възкачването на трона. По време на приема Лоренцо информира краля, че Флоренция си е върнала контрола над Бибиена. През 1499 г., на мироопазваща мисия, той отново посещава Пистоя, където се води ожесточена борба между фракциите.

### Меценат
Започва период на проницателни дипломатически действия, меценатство на художници (Ботичели и Микеланджело преди всичко) и на хора на литературата (като хуманиста Алесандро Брачези, историка Бартоломео Скала, поета Михаил Марул Тарханиот, които му посвещават някои от творбите си, като напр. сборника „Химни и епиграми“ на Тарханиот от 1497 г.)
През 1494 г. той основава керамична фабрика, която след това премества в Кафаджоло, докато през 1496 г. пише писма за представяне на Микеланджело, който заминава за Рим за първи път и е добре дошъл в кръга на флорентинските банкери, живеещи там. За него Микеланджело извайва Сан Джованино година по-рано, изгубен до днес или все още неидентифициран. Той поръчва нови произведения на Ботичели, като фреските във вилите му (Требио през 1495 г., Кастело през 1497 г.), всички от които са изгубени. И прочутото пано „Раждането на Венера“ е поръчано от него, за да украси Вила Кастело. Той също си кореспондира с флорентинския изследовател Америго Веспучи, който му изпраща няколко писма за начинанието си в Новия свят. През 1496 г. Филипино Липи изобразява Лоренцо, Джовани и техния баща Пиерфранческо като влъхвите на панела Поклонението на влъхвите, рисуван за монасите от Скопето и днес намиращ се в Галерия „Уфици“.

### Късни години
Междувременно климатът на града е оживен от екстремизма на Савонарола, който става де факто управител на града, поставяйки основните представители на големите аристократични фамилии на града във все по-лоша светлина: поради това Лоренцо пътува често, особено във Фландрия и остава за дълги периоди във Вила дел Требио. Обратно във Флоренция след смъртта на брат си Джовани през 1498 г., той е изпратен като посланик при новия крал на Франция, Луи XII, за да отговори на завладяването на Бибиена, където републиканците са победили силите, съюзени с Пиеро Злочестия и неговия брат Джовани, бъдещият папа Лъв X.
През следващите години, след смъртта на Савонарола през 1498 г., в града се водят дискусии дали да му се повери управлението на републиката, както се е случвало в славните времена на Лоренцо Великолепни, но тези дискусии са прекъснати през 1501 г., когато над фигурата на Лоренцо е хвърлена сянката на съмнението, че предпочита Чезаре Борджия за евентуално завладяване на града. Той обаче не е осъден и умира няколко години по-късно във Флоренция през 1503 г. на 39-годишна възраст.

## Брак и потомство
През 1481 г. Лоренцо Великолепни урежда годежа на братовчед му Лоренцо със Семирамида Д'Апиано Д'Арагона (* 1464, † 9 март 1523, Флоренция), дъщеря на Якопо III Д'Апиано (1422 – 1474), пфалцграф, господар на Пьомбино, Скарлино, Популония, Суверето, Бадия ал Фанго и островите Елба, Монтекристо и Пианоза, и Батистина Кампофрегозо, дъщеря на дожа на Генуа Джано I Кампофрегозо; брачен договор април 1481, женитба 19 юли 1482 г. Тя донася голяма зестра (4000 златни флорина) и роднинска връзка с влиятелните от Арагонската корона в Неапол. Двамата живеят в Палацо Медичи на ул. „Ларга“ (днес ул. „Кавур“) във Флоренция или в имението Вила „Медичи ди Кастело“ (Вила дел Требио). Имат трима сина и две дъщери:
- Пиерфранческо де Медичи Млади (*1487, Флоренция; † август 1525, Кафаджоло), банкер, ∞ 1511 за Мария Солдерини, от която има 4 деца, сред които Лоренцино де Медичи – убиец на Алесандро де Медичи, последният владетел на Флоренция от „старшия“ клон на Медичите, като по този начин предава властта на правнука на Лоренцо – Козимо I де Медичи.
- Аверардо де Медичи (* 1488, † 1495)
- Лаудомия де Медичи, ∞ 1502 за Франческо Салвиати
- Джиневра де Медичи, ∞ за Джовани дели Албици (* 20 декември 1479, † 1 януари 1527), от когото има 4 деца.
- Винченцо де Медичи